# سوالم أبنوب
قرية سوالم أبنوب هي إحدى القرى التابعة لمركز أبنوب في محافظة أسيوط في جمهورية مصر العربية. حسب إحصاءات سنة 2006، بلغ إجمالي السكان في سوالم أبنوب 5281 نسمة، منهم 2663 رجل و2618 امرأة.